# Peršaves
Peršaves är en ort i Kroatien.   Den ligger i länet Krapina-Zagorjes län, i den norra delen av landet, 30 km norr om huvudstaden Zagreb. Peršaves ligger 256 meter över havet och antalet invånare är 320.
Terrängen runt Peršaves är platt åt sydväst, men åt nordost är den kuperad. Runt Peršaves är det ganska tätbefolkat, med 86 invånare per kvadratkilometer. Närmaste större samhälle är Donja Stubica, 16,4 km söder om Peršaves. Omgivningarna runt Peršaves är en mosaik av jordbruksmark och naturlig växtlighet.